# Виль-ла-Гран
Виль-ла-Гран (фр. Ville-la-Grand) —коммуна во Франции, в регионе Овернь — Рона — Альпы, департамент Верхняя Савойя. Население —  8083 человек (2011).
Коммуна расположена на расстоянии около 420 км к юго-востоку от Парижа, 120 км к северо-востоку от Лиона, 34 км к северу от Анси.

## История
До 2015 года коммуна находилась в составе региона Рона — Альпы. С 1 января 2016 года относится к новому объединённому региону Овернь — Рона — Альпы.

## Население
| Год  | Численность | Численность |
| ---- | ----------- | ----------- |
| 2013 | 8351        |             |
| 2015 | 8599        | [ 8 ]       |
| 2016 | 8785        | [ 9 ]       |
| 2017 | 8802        | [ 10 ]      |
| 2018 | 8926        | [ 11 ]      |
| 2019 | 9050        | [ 12 ]      |
| 2020 | 9031        | [ 13 ]      |
| 2021 | 9169        | [ 14 ]      |
| 2022 | 9196        | [ 4 ]       |